# Tân Thông Hội
Tân Thông Hội là một xã thuộc huyện Củ Chi, Thành phố Hồ Chí Minh, Việt Nam.
Xã Tân Thông Hội có diện tích 17,88 km², dân số năm 2021 là 52.299 người,  mật độ dân số đạt 2.925 người/km².

## Di tích
Đình Tân Thông
Đình Tân Thông tọa lạc tại ấp Trung, được xây dựng từ những năm giữa thế kỷ XIX.
Đình là nơi lưu giữ những giá trị thiết chế văn hóa làng xã truyền thống của người Việt Nam thời kỳ đi mở đất lập thôn và là địa điểm gắn với các phong trào cách mạng của địa phương và Thành phố Hồ Chí Minh, đặc biệt là phong trào Thiên Địa Hội (1913 - 1916) do Phan Xích Long lãnh đạo.
Năm 2015, Đình Tân Thông được Trung tâm Bảo tồn di tích - Sở Văn hóa - thể thao Thành phố Hồ Chí Minh, Hội đồng xét duyệt di tích Thành phố Hồ Chí Minh công nhận di tích lịch sử tại Thành phố Hồ Chí Minh.